# Aegocera nigrimargo
Aegocera nigrimargo là một loài bướm đêm trong họ Noctuidae.